# Социология управления
Социология управления — отрасль социологической науки, изучающая механизмы социального управления и управленческие процессы в больших и малых социальных системах с учетом социокультурных и социально-экономических характеристик данных систем (общества, организаций). Социология управления — сфера научных социологических исследований, содержащая в себе исследование социальных механизмов и способов управленческого воздействия на общество, его отдельные сферы (экономическую, социальную, политическую, духовную), социальные группы и организации, на сознание и поведение людей. Научная специальность по которой выполняется подготовка научных работников (кандидатов и докторов социологических наук).
В проблемном поле социологии управления разрабатываются концепции управленческого процесса как особого типа социального взаимодействия, обладающего устойчивыми и регулярными формами.
Социологические перспективы исследования субъектно-объектных отношений в процессе управления определяются изучением, с одной стороны, институтов управления (механизмов отбора и подготовки персонала; специализации в разделении ролей и функций; иерархии статусных позиций, механизмов контроля и оценки поведения персонала и др.), а с другой — социальных результатов принимаемых управленческих решений (оценки эффективности и качества управления, межличностных отношений в процессах управления, ценностных ориентаций, мотивации и степени участия индивидов в управлении и др.).

## Область исследования
1. История развития отечественных и зарубежных социологических концепций управления.
2. Понятийно-категориальный аппарат социологии управления как результат её междисциплинарного развития.
3. Анализ современных зарубежных концепций социологии управления.
4. Концептуальные и эмпирические исследовательские методы и процедуры в социологии управления.
5. Институциональный уровень управления как особый вид социального взаимодействия.
6. Факторы, детерминирующие управленческое поведение индивидов в социальных институтах и организациях.
7. Принципы, структуры, функции и методы управления в основных институтах административно-политической деятельности.
8. Государственная и муниципальная служба как социальный институт и предмет социологического анализа.
9. Содержание, функции и структура культуры управления. Влияние управленческой культуры на реальное поведение людей.
10. Социокультурные и социально-политические факторы развития управленческой культуры.
11. Управленческая деятельность в структурах публичной власти: особенности организации, принципы рациональности, проблемы внутриорганизационной демократии.
12. Социальные технологии в системе управления: сущность, формы и особенности.
13. Социология организаций как реализация функций управления.
14. Типологические модели управленческого процесса: признаки, характер управленческих отношений, стили руководства.
15. Проблемы эффективности управленческой деятельности.
16. Сущность, уровни и типы социального прогнозирования.
17. Социальное проектирование: сущность, методы и практика.
18. Социальная программа как область реализации управленческих ресурсов.
19. Социальное планирование как механизм комплексного решения проблем социального развития.
20. Инновации в системе управления: источники, типы, уровни.
21. Социологический анализ принципов, методов и социальных результатов управленческих инноваций.
22. Социальный эксперимент в управлении.
23. Проблема стилей, мотивации и участия в управлении.
24. Ценности, мотивы и ориентации личности в системе управления.
25. Неформальные отношения в ситуациях управленческого взаимодействия.
26. Местное самоуправление как ресурс общественного развития.
27. Кризисное управление и управленческие конфликты.
28. Девиация в системе социального управления.
29. Социологическое информационно-аналитическое обеспечение управленческого процесса.
30. Методы сбора, анализа и оценки социальной информации в системе управления.
31. Управление и проблемы информационной безопасности общества, государства, корпорации и личности.